# スイッチ 人生最高の贈り物
『スイッチ 人生最高の贈り物』（すいっち じんせいさいこうのおくりもの、原題: 스위치, 英題: Switch）は、2023年の韓国映画。クォン・サンウふんするトップスターがある事がきっかけで別の人生を体験するコメディドラマ。

## あらすじ
トップスターのパク・ガンは、共演女性と一夜限りの情事を楽しみ、ドラマではセリフが長いと脚本に文句を言うほど自信満々だった。ある映画授賞式の帰り、クリスマスイブの夜なのに長年の友人でマネージャーでもあるチョ・ユンを捕まえ酒を飲み、その帰りにあるタクシーに乗り込むと、運転手から「もし人生を選び直せるならどうしますか？」と奇妙な問いかけをされた。
翌朝目を覚ますとそこは見覚えのない家の中で、そこには見知らぬ女の子と男の子と、昔自分から別れを告げた元恋人のスヒョンが居てどういうか尋ねると、ここが自分たちの家で子供たちは二人の双子の子供だと告げられ、驚いたパク・ガンは家を飛び出してしまった。
マンションの自宅に戻るとそこには知らない人たちが住んでいて、警察に連行されるも誰も自分の事を知らないと言われ困惑する。スヒョンに引き取られ家に戻り、双子に自分は何者か尋ねると無名俳優で、再現ドラマに自分が出演しているのを見て落胆する。さらにチョ・ユンがトップスターになっている事を知り、自分とチョ・ユンが入れ替わった事に気が付いた。

## キャスト
- クォン・サンウ - パク・ガン（トップスター）[1]
- オ・ジョンセ - チョ・ユン（パク・ガンのマネージャーで長年の友人）[1]
- イ・ミンジョン - スヒョン（パク・ガンの元恋人）[1]
- パク・ソイ - ロヒ（ガンとスヒョンの娘）[1]
- キム・ジュン - ロハ（ガンとスヒョンの息子）[1]

他